# 107 (numero)
Centosette è il numero naturale che segue il 106 e precede il 108.

## Proprietà matematiche
- È un numero dispari.
- È un numero difettivo.
- È il 28º numero primo, dopo il 103 e prima del 109.
  - È un numero primo sicuro.
  - È un numero primo di Eisenstein.
- È un numero nontotiente.
- È parte della terna pitagorica (107, 5724, 5725).
- È un numero palindromo nel sistema numerico binario e nel sistema di numerazione posizionale a base 7 (212).
- È un numero omirp.
- È un numero intero privo di quadrati.

## Astronomia
- 107P/Wilson-Harrington è una cometa periodica del sistema solare.
- 107 Camilla è un asteroide della fascia principale del sistema solare.
- NGC 107 è una galassia spirale della costellazione della Balena.

## Astronautica
- Cosmos 107 è un satellite artificiale russo.

## Chimica
È il numero atomico del Bohrio (Bh).